# Arthur Lévy
Pour les articles homonymes, voir Lévy.
Arthur Lévy, né le 1er septembre 1847 et mort le 26 décembre 1931 est un auteur et un historien français. Il s'est intéressé plus particulièrement à l'époque de l'Empire français. Son ouvrage Napoléon intime a été réédité plusieurs fois de 1893 à 2011.
Il est enterré au cimetière du Montparnasse.

## Biographie
En 1903, l’Académie française lui décerne le prix Thérouanne pour ses ouvrages Napoléon intime et Napoléon et la paix.

## Publications
- Napoléon intime, Paris, Éditions Plon, Nourrit et Cie, 1893.
- Napoléon et la paix, Paris,  Éditions Plon, Nourrit et Cie, 1902.
- Napoléon intime, Paris, Éditions Nelson, s. d. (après 1902), ouvrage précédé d'une étude de François Coppée.
- 1914, août-septembre-octobre à Paris, Paris,  Éditions Plon, Nourrit et Cie, 1917.
- La Culpabilité de Louis XVI et de Marie-Antoinette, Paris, Éditions Sansot, 1907.
- Le Service géographique de l'armée 1914-1918, les coulisses de la guerre, Nancy ; Paris ; Strasbourg, Éditions Berger-Levrault, 1926.
- Un grand profiteur de guerre sous la Révolution, l'Empire et la Restauration, G.-J. Ouvrard, Paris, Éditions Calmann-Lévy, 1929.